# Martin Hraško
Martin Hraško (31. října 1911 Zvolenská Slatina-Slatinské Lazy - 3. července 1976 Banská Bystrica) byl slovenský a československý politik Strany slovenské obrody, poslanec Slovenské národní rady v 50. a 60. letech a poslanec Sněmovny národů Federálního shromáždění na počátku normalizace.

## Biografie
Po absolvování základní školy pracoval jako zemědělský dělník. Za druhé světové války byl aktivní v odboji. V letech 1949-1960 byl pracovníkem KNV. V letech 1960-1971 zastával funkci tajemníka Strany slovenské obrody, na jejímž založení se podílel. V březnu 1954 nastoupil jako náhradník do Slovenské národní rady. Do ní byl pak řádně zvolen ve volbách roku 1954 a ve volbách následných. V SNR zasedal celkem v letech 1954-1971.
Po federalizaci Československa usedl v lednu 1969 do Sněmovny národů Federálního shromáždění. Nominovala ho Slovenska národní rada, v níž také zasedal. Ve federálním parlamentu setrval jen do prosince 1969, kdy byl „uvolněn“ Slovenskou národní radou z funkce poslance FS.